# Makrothrombozytopenie mit Mitralklappeninsuffizienz
Die Makrothrombozytopenie mit Mitralklappeninsuffizienz ist eine zur Gruppe der Makrothrombozytopenien gehörige Form der angeborene Thrombozytopenie mit zusätzlicher Mitralklappeninsuffizienz.
Die Erstbeschreibung stammt aus dem Jahre 1998 von den US-amerikanischen Ärzten Pamela S. Becker, Luis A. Clavell und Diana S. Beardsley.

## Verbreitung
Die Häufigkeit wird mit unter 1 zu 1.000.000 angegeben, bislang wurde eine Familie beschrieben. Die Vererbung erfolgt autosomal-rezessiv.

## Klinische Erscheinungen
Klinische Kriterien sind:
- Krankheitsbeginn im frühen Kindesalter
- Gering vermehrte Blutungsneigung mit Nasenbluten und blauen Flecken, verzögerte Blutgerinnung
- Mitralklappeninsuffizienz

## Ursache
Die genaue Ursache ist bislang nicht bekannt.